# T-100
T-100 zvan i Sotka (hrvatski "Stotka") je sovjetski teški prototip tenka s dvije kupole. Dizajniran je između 1938. i 1939. kao zamijena za loš T-35 koji je imao pet kupola. Prototip T-100 tenka korišten je u invaziji na Finsku 1939. godine, a kasnije i u obrani Moskve 1941. godine. Zbog slabe pokretljivosti i cijene izrade nikada nije ušao u serijsku proizvodnju.